# Heinrich Schönfeldt

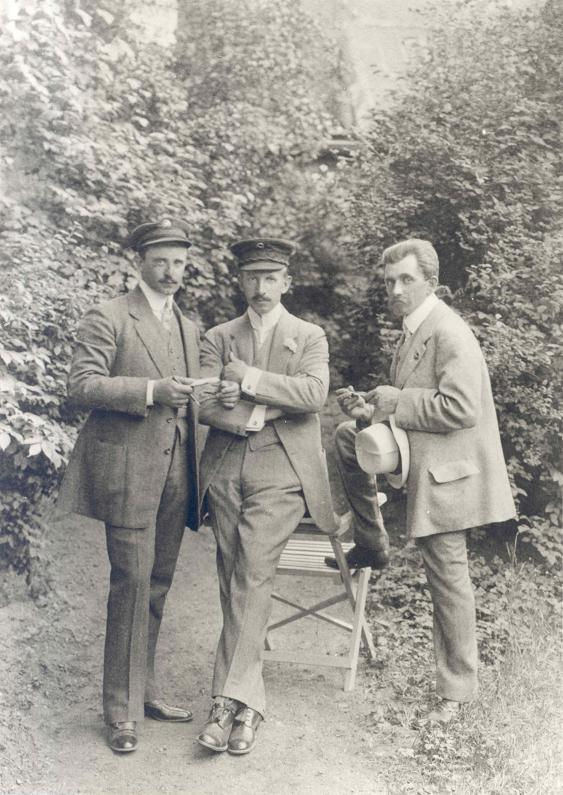
Das „Eiserne Team“: Schönfeldt, Fischer und Porsche (v. l. n. r.)

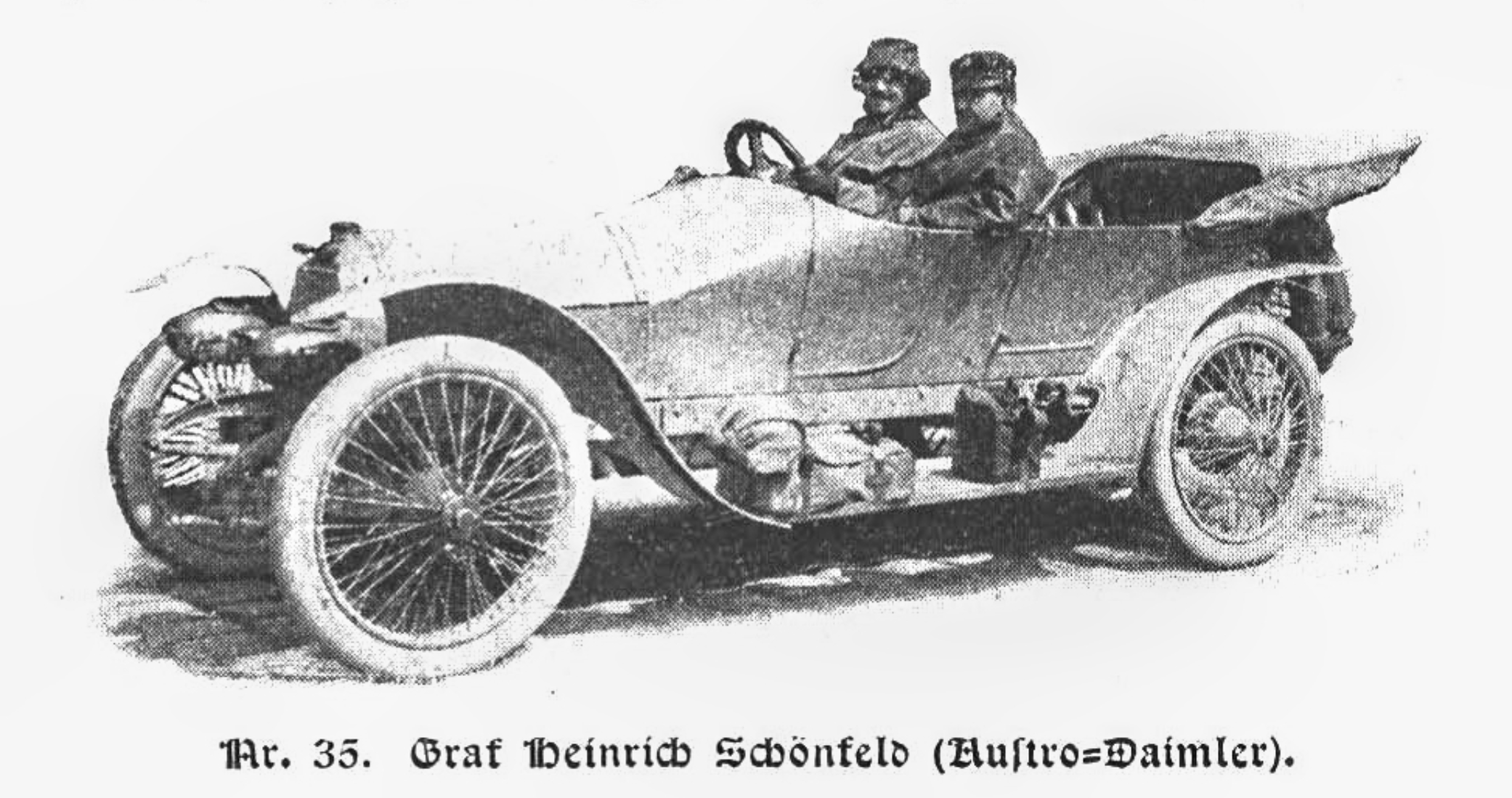
Heinrich Graf Schönfeldt Alpenfahrt 1911

Heinrich Anton Maria Hilmar Schönfeldt (* 4. April 1884 auf Schloss Ginselberg bei Scheibbs; † 27. November 1963 ebenda; bis 1919 Heinrich Anton Maria Hilmar, Reichsgraf von Schönfeldt) war der erfolgreichste österreichische Rennfahrer des frühen 20. Jahrhunderts, Automobilingenieur, Flugzeugpilot im I. Weltkrieg, Leiter des kaiserlichen Automobilwesens unter Kaiser Karl I. und der Fahrer des weltweit ersten gepanzerten Fahrzeugs.

## Leben

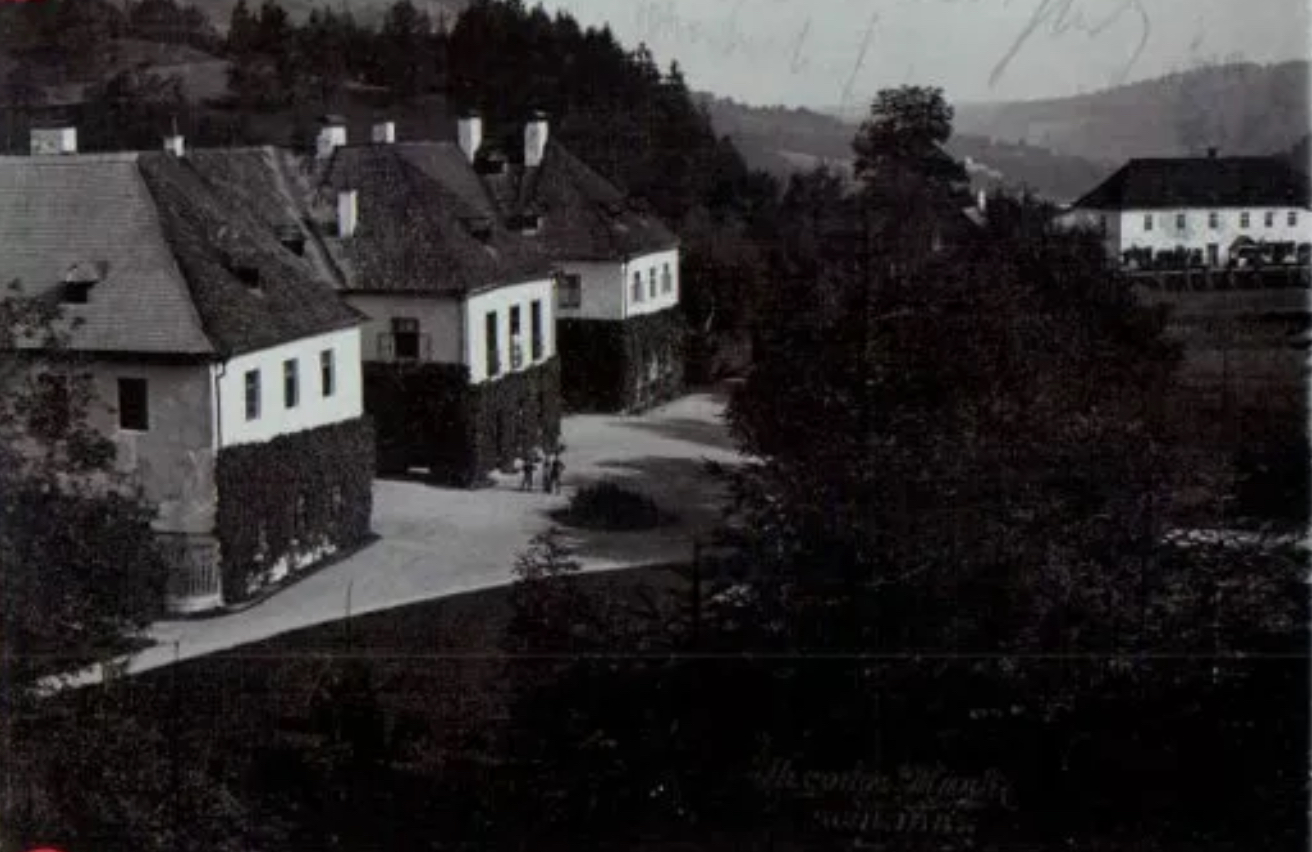
Schloss Ginselberg

Schönfeldt wurde im Scheibbser Schloss Ginselberg geboren, das bis zu seinem Tod sein Wohnsitz war. Seine Eltern waren der Grundbesitzer und Offizier Heinrich, Graf von Schönfeldt (1860–1915) und dessen Frau Olga, geb. Grimmer von Adelsbach (1862–1949). Seine Großmutter väterlicherseits war Elisabeth Gräfin Festetics de Tolna, Hofdame der Erzherzogin Sophie und Obersthofmeisterin der Erzherzogin Maria Theresia, der Frau von Erzherzog Carl Ludwig. Seine Urgroßmutter war Anna Maria Pálffy, die Enkelin von Karl Fürst Pálffy und Maria Theresia von und zu Liechtenstein, die mit Adolph Ludwig Graf von Schönfeld verheiratet war. Er wiederum war der Sohn des königlich-sächsischen Gesandten Johann Hilmar Graf von Schönfeld, der mit Ursula Viktoria Gräfin von Fries, der Tochter des berühmten Bankiers Johann Graf von Fries verheiratet war. Die Familie Schönfeldt stammt ursprünglich aus Sachsen.
Er besuchte das Gymnasium in Villach und die Kavallerie-Kadettenschule in Mährisch-Weißkirchen / Hranice (Tschechien), wo er 1903 ausgemustert wurde. Nach dem Studium in Mittweida und der erstmaligen Anstellung bei Austro-Daimler wurde 1913 Heinrich Schönfeldt von Fiat abengagiert, um dort die Reparatur- und Versuchsabteilung zu leiten. 1914 holte ihn die Firma Daimler zurück.

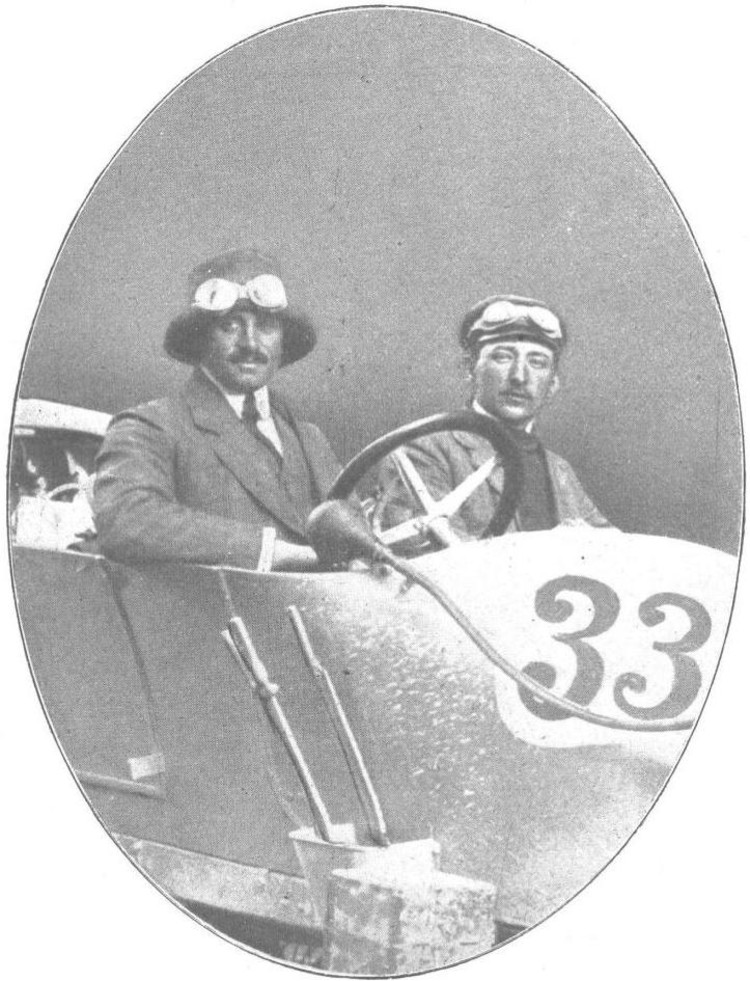
Kaiser Karl, Heinrich Schönfeldt

1916 wurde er mit der Leitung des kaiserlichen Automobilwesens betraut, am kaiserlichen Hof übernahm Schönfeldt, der zuvor als Flieger an der Front in Kärnten und als Kraftfahrer in Albanien gedient hatte, „die gesamte technische Leitung und Aufsicht über die Hof-Automobilverwaltung.“ 1918 übernahm er die Vertretung einer Patentverwertungsgesellschaft, im selben Jahr starb sein Bruder Alexander Ludwig an der Spanischen Grippe. 1921 begann der Kontakt mit den Steyr-Werken, für die Schönfeldt zunächst Alpenfahrten, Berg- und Flachrennen, 1934 am Nürburgring fuhr. 1925 übertrugen ihm die Steyr-Werke die Inspektion ihrer Filialen. 1939–1946 betätigte sich Schönfeldt als Schadensreferent für eine Versicherungsgesellschaft.

## Privatleben
Am 5. November 1916 heiratete Heinrich Graf von Schönfeldt in Wien die Tochter des Erfinders Hugo Lentz, Margarethe Lentz (* 30. Juni 1896), mit welcher er drei Kinder hatte.
1. Dippold Nicolaus Heinrich Hugo Hilmar Reichsgraf v. Schönfeldt (* 1917) ⚭ Maria v. Kink[3]
2. Christiane Auguste Maria Margarethe Reichsgräfin v. Schönfeldt (* 1919) ⚭ 1940 Klaus Mahlo
3. Silvia Reichsgräfin v. Schönfeldt (* 1923) ⚭ Gustav v. Herrmann

Die Ehe wurde 1935 annulliert und 1938 heiratete er erneut. Am 3. Dezember 1938 fand die kirchliche und standesamtliche Trauung mit der Doktorin Albine Emilie Resch (* 7. Jänner 1912 in Wien) statt. Seine erste Frau heiratete ebenfalls erneut, nämlich Johann Adam Graf von Abensperg und Traun.

## Panzerfahrer 1906

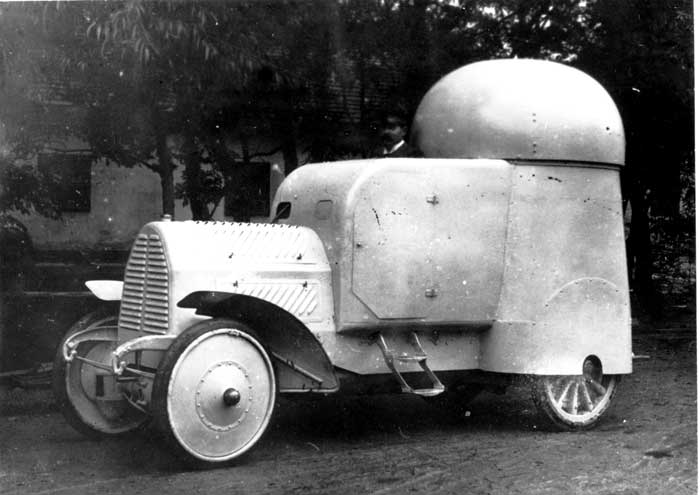
Austro-Daimler Panzerwagen

Schon früh galt Schönfeldts Interesse der Technik, als er 1903 als Kadett bei den Dragonern einrückte, kam er mit einem Puch-Motorrad. Im selben Jahr wurde von Paul Daimler das erste Panzerauto der Welt konstruiert. 1905 hatte er sein erstes Auto (16 PS), 1905 einen Gräf & Stift-Spitzwagen, 1906 einen 40-PS-Mercedes. Er gehörte zu den hundert ersten Österreichern, die einen Führerschein besaßen und wurde 1906 als Fahrer des weltweit ersten gepanzerten Fahrzeugs, das ab 1903 von Paul Daimler in Wiener Neustadt konstruiert worden war, ausgewählt. Es war dies eine Art Panzerspähwagen mit drehbarer Kuppel mit zwei Maschinengewehren, Vierradantrieb, vollgepanzert, mit Vollgummireifen und Geländeübersetzung. Nach Tests in Wiener Neustadt wurde der Panzer Kaiser Franz Joseph I. in Teschen vorgeführt. Das Gerät war sehr laut, ein Pferd erschrak und warf einen General ab. Daraufhin winkte der alternde, sehr konservativ eingestellte und Kavallerie liebende Kaiser ab und das Projekt wurde eingestellt.
Es geriet in Vergessenheit und tauchte erst in Paris wieder auf, erregte Begeisterung und kam als „französisches Panzerautomobil“ in eine Ausstellung.

## Konstrukteur

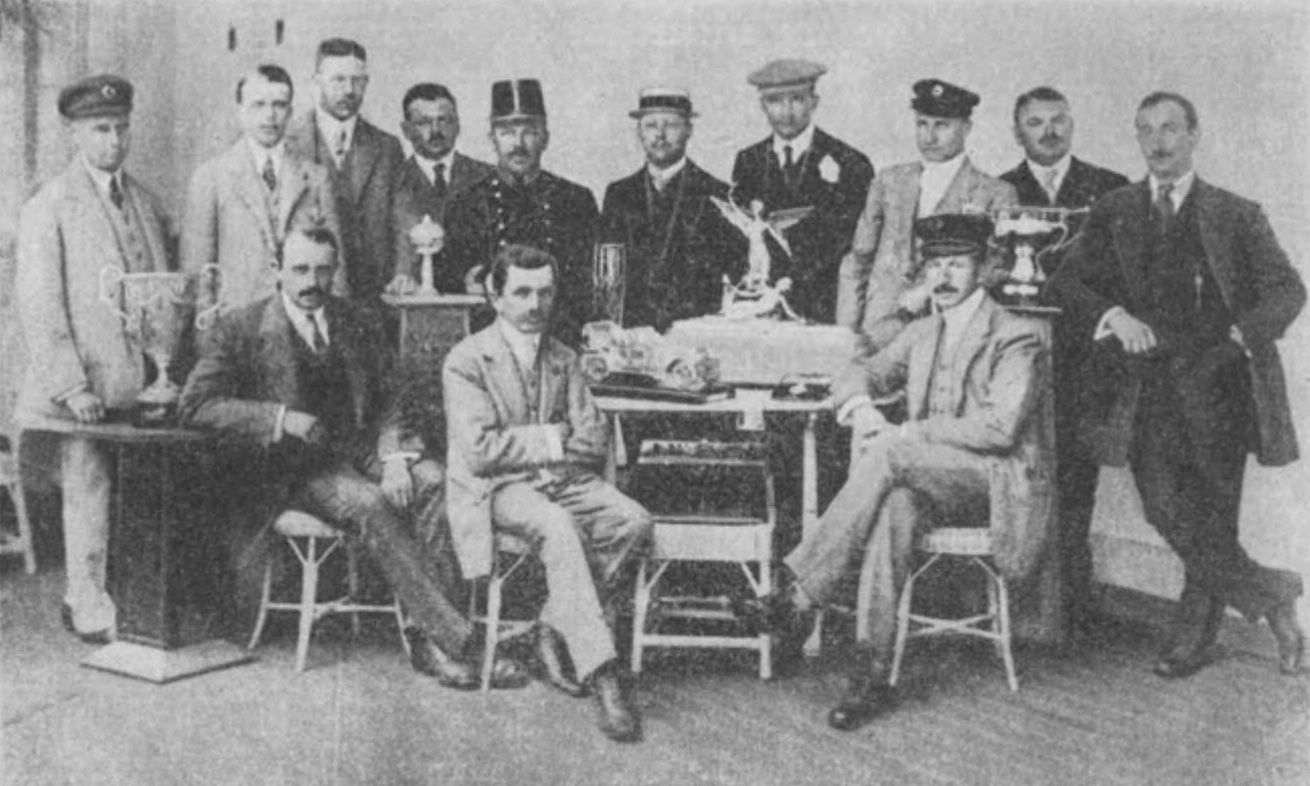
Prinz Heinrich Fahrt 1910, Schönfeldt sitzend links, mittig Porsche, rechts Fischer

Dennoch verfolgte Schönfeldt weiter eine Automobilkarriere. Er nahm Abschied von der Armee, studierte Maschinenbau am Polytechnikum in Mittweida und trat dann als Betriebsingenieur in die Daimler-Werke in Wiener Neustadt ein, wo er mit dem Chefkonstrukteur, seinem Freund Ferdinand Porsche, sowie Eduard Fischer zusammenarbeitete und das sogenannte „Eiserne Team“ bildete. Zu dieser Zeit war er Leiter der Fahrabteilung bei Daimler und für die Erprobung des Mörserzugwagens zuständig. Er war damals bereits bekannt und teils befreundet mit sämtlichen Größen der Automobilwelt, wie etwa Horch, den Herrn von Opel, Ettore Bugatti, Maybach und natürlich Porsche. 1914 musste er schließlich in den Ersten Weltkrieg einrücken. Nach 1918 kehrte er in die Privatwirtschaft zurück und setzte seine Arbeit als Konstrukteur bei den Steyr-Werken und BMW fort.

## Rennfahrer

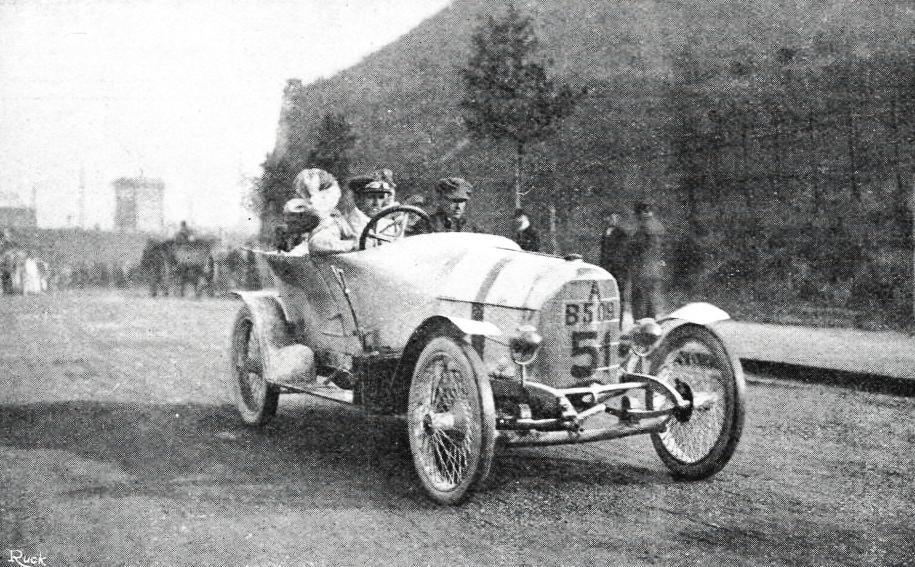
Heinrich Schönfeldt mit Ferdinand Porsche bei den Prinz-Heinrich-Fahrten

1906 zählte Heinrich Schönfeldt bereits zu einer der ersten Personen, welche sich eine Führerschein ausstellen ließen. Ab etwa 1908 begannen sich die ersten rennsportlichen Erfolge Schönfeldts einzustellen, die sich 1909 und 1910 bei den Prinz-Heinrich-Fahrten fortsetzten.
Bei der Prinz-Heinrich Fahrt 1910 errang Graf Schönfeld gemeinsam mit Porsche und Fischer einen Team-Sieg über die ersten drei Plätze.
Darauf folgten die internationalen Alpenfahrten des Österreichischen Automobil-Clubs von 1910 bis 1914, bei denen stets das „Eiserne Team“ zusammenarbeitete und Schönfeldt diese ersten fünf Alpenfahrten immer als Sieger beendete. Nach dem Ersten Weltkrieg nahm Schönfeldt privat wieder den Rennsport auf. 1921 und 1922 gewann er abermals die Alpenfahrten des ÖAC und im selben Jahr in der tschechischen Tourenfahrt den Masaryk-Preis. 1923 war er am Teamsieg in der Alföld-Alpenfahrt beteiligt, 1922 und 1923 wurde er Sieger des Semmering-Rennens und des Riesenrennens, 1924 der Balaton-Fahrt. Einer seiner größten Erfolge gelang ihm bei der Alpenfahrt 1925, als er nicht nur das Rennen gewann, sondern auch den Team-Preis und fünf Spezialpreise. Nach vielen weiteren Erfolgen zog er sich schließlich aus dem Motorsport zurück.

## Literatur

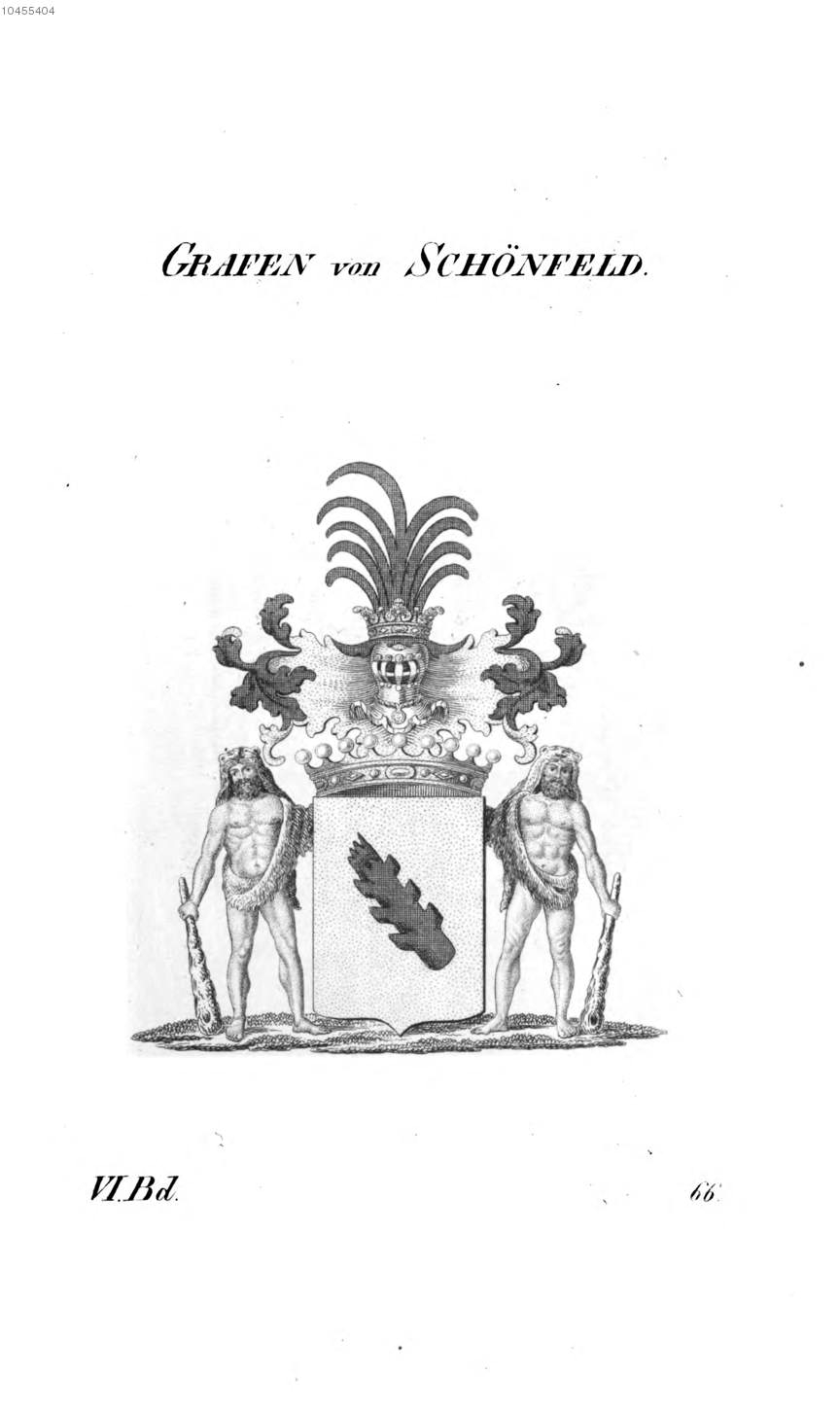
Schönfeldt Wappen